# All of my mind
『all of my mind（オール・オブ・マイ・マインド）』は、日本の歌手・和田光司のアルバム。2001年12月5日に発売。発売元はインデックスミュージック、販売元はキングレコード（NECA-30052）

## 概要
- 収録曲は、シングル5作からタイトル曲およびカップリング曲に、新曲「少女のままで」「Modern Love」を加えた計12曲。その多くが『デジモンシリーズ』の主題歌・挿入歌であり、一種のベスト・アルバムに近いものとなっている。
- 「炎のオーバードライブ」は、未収録。

## 収録曲
| #         | タイトル                          | 作詞       | 作曲       | 編曲       | 時間  |
| --------- | --------------------------------- | ---------- | ---------- | ---------- | ----- |
| 1.        | 「Starting Over -ALBUM VERSION-」 | 和田光司   | 千綿偉功   | 太田美知彦 | 4:27  |
| 2.        | 「Butter-Fly」                    | 千綿偉功   | 千綿偉功   | 渡部チェル | 4:14  |
| 3.        | 「風」                            | 和田光司   | 大久保薫   | 渡部チェル | 3:54  |
| 4.        | 「笑顔」                          | 和田光司   | 和田光司   | 太田美知彦 | 5:14  |
| 5.        | 「Seven」                         | 小山晃平   | 小山晃平   | 渡部チェル | 4:13  |
| 6.        | 「ターゲット〜赤い衝撃〜」        | 松木悠     | 太田美知彦 | 太田美知彦 | 4:26  |
| 7.        | 「少女のままで」                  | 和田光司   | 和田光司   | 太田美知彦 | 4:27  |
| 8.        | 「僕は僕だって」                  | 松木悠     | 千綿偉功   | 渡部チェル | 4:13  |
| 9.        | 「Say Again」                     | 和田光司   | 太田美知彦 | 太田美知彦 | 4:21  |
| 10.       | 「君色の未来（ゆめ）」            | 和田光司   | 和田光司   | 渡部チェル | 4:40  |
| 11.       | 「The Biggest Dreamer」           | 山田ひろし | 太田美知彦 | 太田美知彦 | 3:51  |
| 12.       | 「Modern Love」                   | halta      | halta      | 田光マコト | 6:20  |
| 合計時間: | 合計時間:                         | 合計時間:  | 合計時間:  | 合計時間:  | 54:20 |

## 曲解説
1. Starting Over -ALBUM VERSION-
5thシングル『Starting Over』をアルバム・バージョンで収録。
2. Butter-Fly
1stシングル『Butter-Fly』収録。
4thシングル『The Biggest Dreamer』"期間限定盤2"に収録。
3. 風
4thシングル『The Biggest Dreamer』c/w収録。
4. 笑顔
4thシングル『The Biggest Dreamer』"期間限定盤2"収録。
5. Seven
1stシングル『Butter-Fly』c/w収録。
6. ターゲット〜赤い衝撃〜
2ndシングル『ターゲット〜赤い衝撃〜』収録。
7. 少女のままで
8. 僕は僕だって
2ndシングル『ターゲット〜赤い衝撃〜』収録。
9. Say Again
5thシングル『Starting Over』収録。
10. 君色の未来（ゆめ）
3rdシングル『炎のオーバードライブ』収録。
11. The Biggest Dreamer
4thシングル『The Biggest Dreamer』収録。
12. Modern Love